# 井之上パブリックリレーションズ
株式会社井之上パブリックリレーションズ（いのうえパブリックリレーションズ、英: Inoue Public Relations, Inc.）は、東京都新宿区に本社を置く日本の独立系PR会社。

## 概要
情報テクノロジーや自動車関連、医薬・食品、金融業界などにPRサービスを提供している。
1994年には米国テネコ社（en:Tenneco）および日本法人のテネコオートモティブジャパンの依頼による日本国内の自動車補修部品市場の規制緩和に関するコンサルティングが評価され、1997年に国際PR協会ゴールデンワールドアワード最優秀賞をアジアで初めて受賞した。
2011年3月の東日本大震災では自治体がツイッター (Twitter) を活用することで情報を発信することができたが、その一方で不適切な投稿などによるトラブルも発生した。井之上パブリックリレーションズは、担当者がツイッターを効果的に運用できるよう「公的機関向けツイッターマニュアル」を自治体などに無償で提供し、日本パブリック・リレーションズ協会が主催する同年のPRアワードのソーシャル・コミュニケーション部門で優秀賞を受賞している。

## 事業
- インベスター・リレーションズ業務
- 危機管理業務
- コーポレート・コミュニケーションズ業務（企業・組織のブランド構築）
- マーケティング・コミュニケーションズ業務（製品・サービスの認知度向上）
- エンプロイー・リレーションズ業務（従業員との関係改善）
- ガバメント・リレーションズ業務（行政との関係改善）
- メディア・アナリシス業務（PRの効果測定、1996年より米国CARMA international社より独占ライセンスを取得、CARMA(Computer Aided Research ＆ Media Analysis)の手法を導入している）
- グローバルビジネス業務（米国Ketchum社(en:Ketchum Inc.)と提携し、日本国外でのPR業務を行う）
- メディア・リレーションズ業務（パブリシティなど）

## 所属団体
- 日本パブリックリレーションズ協会
- 米国パブリックリレーションズ協会（PRSA）
- 国際パブリックリレーションズ協会（IPRA）
- 日本広報学会
- 日本外国特派員協会
- 情報文化学会